# Britt Lundberg
Britt Lundberg, född 19 april 1963, är en åländsk politiker (Åländsk Center).
Britt Lundberg var kandidat i Europaparlamentsvalen 2009 och 2014. Hon ställde upp som Ålands kandidat på Svenska folkpartiets lista. Som Nordiska Rådets president under 2017 engagerade hon sig i frågan om att införa ett nordiskt personnummer.

## Politiska uppdrag
- President i Nordiska Rådet 2017
- Ledamot av Ålands lagting, 1999-2019
- Talman Ålands lagting 2011-2015
- Vice lantråd, kultur- och utbildningsminister, Ålands landskapsregering 2007-2011
- EU-, jämställdhets- och kommunminister, Ålands landskapsregering 2005-2007
- Ledamot av EU:s regionkommitté 2004-2010
- Ledamot av stadsfullmäktige i Mariehamn 1995-2003, 2007